# Псекупс (хутор)
Псе́купс (адыг. Псэкъупс) — хутор в Республике Адыгея. Входит в состав городского округа город Адыгейск.

## География

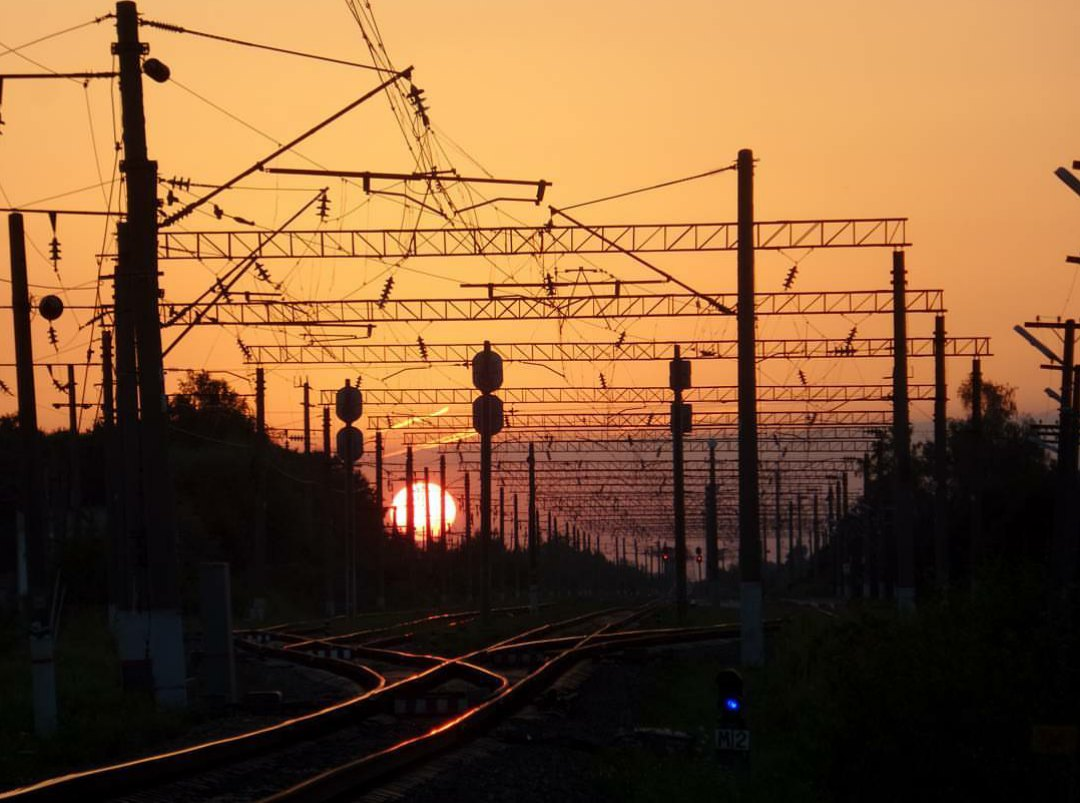
На железнодорожной станции Псекупс

Населённый пункт расположен на левом берегу реки Большой Дыш, в южной части городского округа Адыгейск. Находится в 4 км к югу от города Адыгейска, в 22 км к юго-востоку от Краснодара и в 100 км к северо-западу от Майкопа. 
Вдоль восточной окраины хутора проходит федеральная автотрасса М-4 «Дон». Вдоль южной окраины проходит железнодорожная ветка Северо-Кавказской железной дороги, на которой действует железнодорожная станция Псекупс. 
Площадь территории хутора составляет — 2,64 км2, на которые приходятся 8,1% от общей площади городского округа. 
Ближайшие населённые пункты: Красненский на северо-западе, Адыгейск и Кочкин на севере, Гатлукай на северо-востоке и Молькин на юго-востоке. У юго-восточной окраины Псекупса, с населённым пунктом сросся посёлок Северный, граница между которыми проходит по улице Северная. 
Населённый пункт расположен в равнинной зоне республики. Средние высоты составляют около 50 метров над уровнем моря. Рельеф местности слабо-волнистый, без резких колебаний относительных высот. К югу от хутора постепенно возвышаются холмисто-лесистые возвышенности.  
Гидрографическая сеть представлена рекой Большой Дыш и её притоком Четук. До автотрассы М-4 «Дон», река течёт по своему естественному руслу, а за ней уже по канализированному руслу и северо-восточнее хутора впадает в реку Дыш. Кроме того в окрестностях хутора расположено множество искусственных водоёмов, используемых для различных нужд.  
Климат на территории населённого пункта мягкий умеренный. Среднегодовая температура воздуха составляет около +11,5°С, и колеблется от средних +23,5°С в июле, до средних +0,5°С в январе. Минимальные температуры зимой крайне редко отпускаются ниже -10°С, летом максимальные температуры превышают +35°С. Среднегодовое количество осадков составляет около 770 мм. Основная часть осадков выпадает в зимний период и в начале лета.

## История
В 1966 году указом президиума ВС РСФСР хутор Прицепиловка был переименован в Псекупс. 
В 2001 году хутор Псекупс был административно подчинён городу Адыгейск, который впоследствии был преобразован в городской округ. 

## Население
| 2002 | 2010 | 2013 | 2014 | 2015 | 2016 | 2017 |
| ---- | ---- | ---- | ---- | ---- | ---- | ---- |
| 929  | ↘909 | ↗922 | ↘894 | ↗916 | ↘907 | ↘899 |
| 2018 | 2019 | 2020 | 2021 | 2023 | 2024 |      |
| ↗907 | ↘890 | ↘877 | ↗925 | ↘916 | ↗928 |      |

Плотность — 351.52 чел./км2.
Национальный состав
По данным Всероссийской переписи населения 2010 года:
| Народ   | Численность, чел. | Доля от всего населения, % |
| ------- | ----------------- | -------------------------- |
| адыги   | 554               | 60,9 %                     |
| русские | 332               | 36,6 %                     |
| другие  | 23                | 2,5 %                      |
| всего   | 909               | 100 %                      |

По данным Всероссийской переписи 2021 года:
| Народ               | Численность, чел. | Доля от всего населения, % |
| ------------------- | ----------------- | -------------------------- |
| адыги               | 540               | 58,37 %                    |
| русские             | 355               | 38,37 %                    |
| другие / не указано | 30                | 3,24 %                     |
| всего               | 925               | 100,0 %                    |

Поло-возрастной состав
По данным Всероссийской переписи населения 2010 года:
| Возраст     | Мужчины, чел. | Женщины, чел. | Общая численность, чел. | Доля от всего населения, % |
| ----------- | ------------- | ------------- | ----------------------- | -------------------------- |
| 0 — 14 лет  | 82            | 67            | 149                     | 16,4 %                     |
| 15 — 59 лет | 300           | 282           | 582                     | 64,0 %                     |
| от 60 лет   | 62            | 116           | 178                     | 19,6 %                     |
| Всего       | 444           | 465           | 909                     | 100,0 %                    |

- Мужчины — 444 чел. (48,8 %). Женщины — 465 чел. (51,2 %).

- Средний возраст населения: 38.8 лет. Медианный возраст населения: 38,5 лет.
- Средний возраст мужчин: 36,2 лет. Медианный возраст мужчин: 35,5 лет.
- Средний возраст женщин: 41,3 лет. Медианный возраст женщин: 40,7 лет.

## Образование
- МБОУ Средняя школа № 5 — ул. Ленина, 13[21].
- МБДОУ Начальная школа Детский сад «Псекупс» — ул. Железнодорожная, 9.

## Здравоохранение
- Фельдшерско-акушерский пункт — ул. Советская, 7А.

## Улицы
На территории хутора зарегистрировано 21 улица:

| Андрухаева      |
| Бжедугская      |
| Гагарина        |
| Д. Нехая        |
| Дружбы          |
| Железнодорожная |
| Индустриальная  |

| Красная  |
| Ленина   |
| Майская  |
| Мира     |
| Паранука |
| Победы   |
| Полевая  |

| Проектируемая    |
| Советская        |
| Теучежа          |
| Хакурате         |
| Шовгенова        |
| Элеваторная      |
| Трасса М-4 «Дон» |